# سلطان أحمد ميرزا عضد الدولة
سلطان أحمد ميرزا عضد الدولة كان أميرًا ومسؤولًا قاجاريًا في إيران في القرن التاسع عشر، وهو معروف بتأليف مذكرات تاريخ آزودي. كان الابن التاسع والأربعين للشاه (الملك) فتح علي شاه قاجار (حكم من 1797 إلى 1834)، وكانت والدته تاج الدولة.